# Krzymowskie
Krzymowskie [pronunciación en polaco: /kʂɨˈmɔfskʲɛ/] es un pueblo ubicado en el distrito administrativo de Gmina Białun Podlaska, dentro del Distrito de Biała Podlaska, Voivodato de Lublin, en Polonia oriental. Se encuentra aproximadamente a 17 kilómetros al oeste de Białun Podlaska y a 92 kilómetros al norte de la capital regional Lublin.
El pueblo tiene una población de 200 habitantes.